# Szlak Nadmorski-Zatokowy
Szlak Nadmorski-Zatokowy –  niebieski znakowany szlak turystyczny o długości 54,7 km w północnej części województwa pomorskiego, w powiecie puckim, w gminach: Krokowa, Władysławowo i Jastarnia. W większości biegnie wzdłuż brzegu Zatoki Gdańskiej i Zatoki Puckiej, stąd jego nazwa. Trasa szlaku łączy Krokową z Juratą. Na odcinku od Krokowej do Władysławowa nosi nazwę szlaku rozewskiego, a od Władysławowo do Juraty - rybackiego. Miejscowości na trasie szlaku to: Krokowa, Sławoszyno, Karwieńskie Błoto Pierwsze, Ostrowo, Jastrzębia Góra, Rozewie, Chłapowo, Władysławowo, Chałupy, Kuźnica, Jastarnia, Jurata. Na jego trasie znajduje się najdalej wysunięty na północ punkt Polski - Gwiazda Północy, jak również przylądek Rozewie, który był wcześniej uznawany za taki punkt. 
Dokumentację szlaku opracowano w latach 1985-86. W terenie wyznaczono go w latach 1987–1988. Na jego trasie wprowadzone są regularnie korekty związane z erozją wybrzeża morskiego. Planowane jest przedłużenie szlaku do Helu. 
Szlak stanowi kontynuację Szlaku Nadmorskiego ze Świnoujścia do Żarnowca. Na odcinku od Krokowej do Władysławowa stanowi część Europejskiego długodystansowego szlaku pieszego E9.
Szlak przebiega przez mezoregiony fizycznogeograficzne: Pobrzeże Kaszubskie, Wybrzeże Słowińskie i Mierzeja Helska. Trasa szlaku niemal w całości poprowadzona jest przez teren Nadmorskiego Parku Krajobrazowego lub jego otuliny. Na jego trasie (lub w jej pobliżu) znajdują się również rezerwaty przyrody: Bielawa, Przylądek Rozewski, Dolina Chłapowska oraz Słone Łąki. Pierwsza część szlaku między Sławoszynem a Jastrzębią Górą znajduje się na terenie Bielawskiego Obszaru Chronionego Krajobrazu oraz obszarów Natura 2000: Bielawskie Błota (obszar ptasi) oraz Bielawa i Bory Bażynowe (obszar siedliskowy). Na dalszej części szlaku ochroną objęte są obszary ptasie Przybrzeżne wody Bałtyku i Zatoka Pucka oraz obszary siedliskowe Kaszubskie Klify i Zatoka Pucka i Półwysep Helski.